# Festival d'Angoulême 2015
Le 42e festival international de la bande dessinée d'Angoulême s'est tenu du 29 janvier au 1er février 2015. Vainqueur du Grand Prix l'année précédente, Bill Watterson a annoncé qu'il ne serait pas présent. Il a toutefois réalisé l'affiche, une planche muette de quinze cases.
À la suite de l'attentat contre Charlie Hebdo survenu le 7 janvier 2015, les organisateurs proposent de créer un « prix Charlie de la liberté d’expression » qui récompensera « un dessinateur – de presse et/ou de bande dessinée – ne pouvant pas exercer son métier en toute liberté ».
En parallèle, à l'initiative de plusieurs auteurs dont Gwen de Bonneval, président du jury cette année, et en désaccord avec la direction du festival, une pétition est lancée le 11 janvier 2015 pour que le Grand prix soit décerné collectivement à Charlie Hebdo afin que le festival suivant soit entièrement consacré aux auteurs du journal. Cette proposition n'est finalement pas retenue puisque le Grand prix est attribué au Japonais Katsuhiro Ōtomo, qui devient le premier auteur de manga à obtenir cette récompense, mais un « Grand prix spécial » est attribué à Charlie Hebdo.

## Palmarès

### Grand prix de la ville
Annoncé le premier jour du festival, le lauréat du Grand prix fait l'objet d'une pré-sélection de 26 noms. Celle-ci a été dévoilée le 22 décembre 2014 par l'organisation du festival sur les réseaux sociaux:
- Christian Binet
- Christophe Blain
- Charles Burns
- Daniel Clowes
- Richard Corben
- Pierre Christin
- Nicolas de Crécy
- Cosey
- Étienne Davodeau
- Édika
- Emmanuel Guibert
- Hermann (finaliste)
- Alejandro Jodorowsky
- Stan Lee
- Milo Manara
- Taiyō Matsumoto
- Lorenzo Mattotti
- Alan Moore (finaliste)
- Katsuhiro Ōtomo (lauréat)
- Quino
- Marjane Satrapi
- Joann Sfar
- Bill Sienkiewicz
- Jirō Taniguchi
- Jean Van Hamme
- Chris Ware

Les trois auteurs finalistes, dévoilés le 12 janvier et soumis au vote jusqu'au 28 janvier étaient : Hermann, Alan Moore et Katsuhiro Ōtomo.
Le 29 janvier 2015, Katsuhiro Ōtomo obtient le grand prix de la ville d'Angoulême.

### Prix officiels

#### Palmarès officiel (Fauves d'Angoulême)

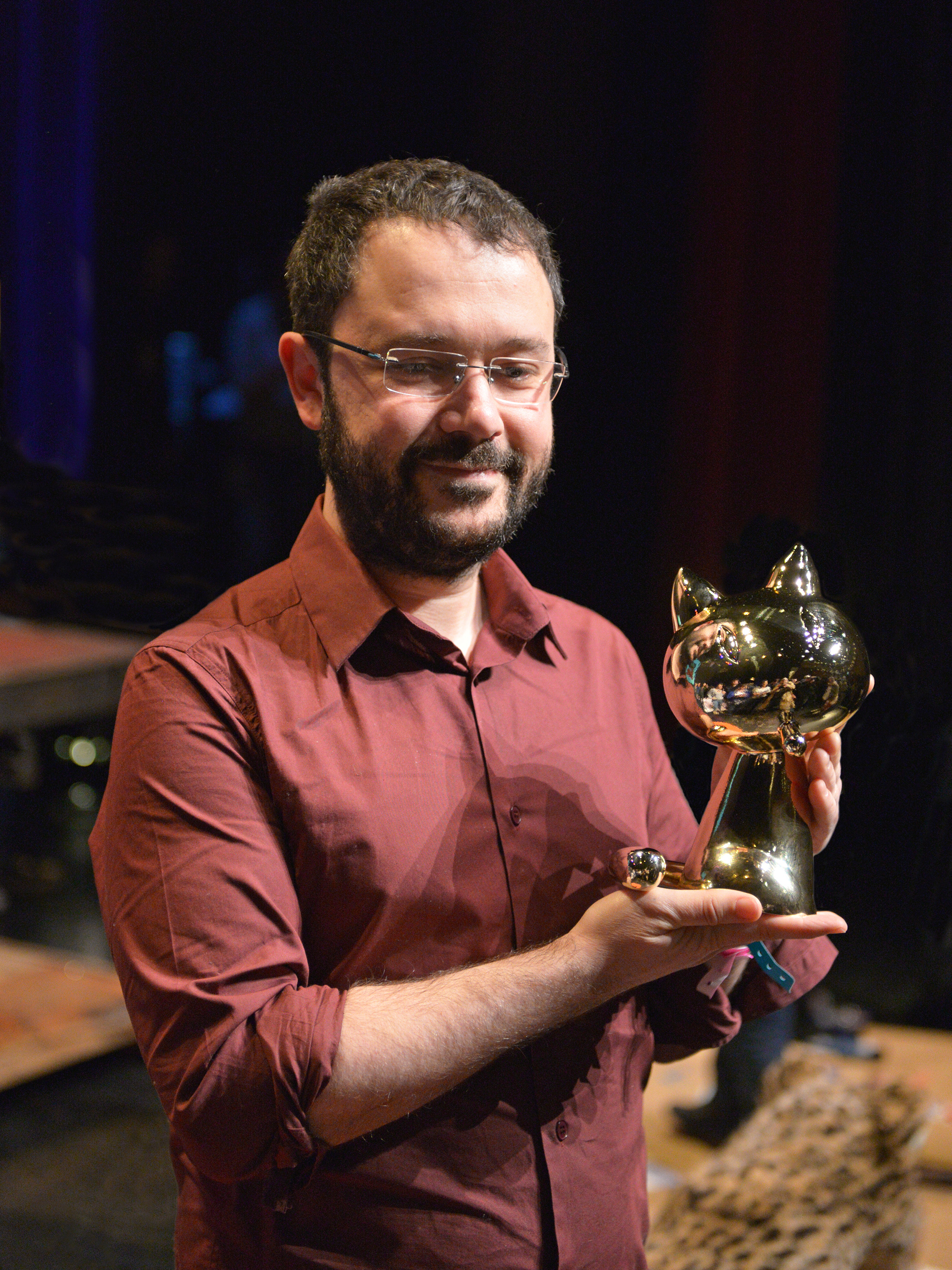
Riad Sattouf avec le Fauve d'or du meilleur album pour L'Arabe du futur

- Fauve d'or : L'Arabe du futur, Riad Sattouf
- Prix du public Cultura : Les Vieux Fourneaux, t. 1 : Ceux qui restent, Paul Cauuet et Wilfrid Lupano
- Prix spécial du jury : Building Stories, Chris Ware
- Prix de la série : Lastman, t. 6, Balak, Michaël Sanlaville et Bastien Vivès
- Prix révélation : Yékini, le roi des arènes, Lisa Lugrin et Clément Xavier
- Prix Jeunesse : Les Royaumes du Nord, t. 1, Clément Oubrerie et Stéphane Melchior
- Prix Polar : Petites Coupures à Shioguni, Florent Chavouet

#### Grand Jury
Ce jury décerne les prix liés aux sélections officielle et patrimoine 
- Gwen de Bonneval, président, auteur,
- Mathieu Charrier, journaliste,
- Jean-Luc Coatalem, écrivain,
- Laurence le Saux, journaliste,
- Philippe Faugère, libraire,
- Jana Jakobek, directrice artistique Fumetto International Comix,
- Numa Sadoul, auteur.

#### Compétition officielle
Comme les années précédentes, les albums en compétition officielle sont regroupés en plusieurs sélections :
- la sélection officielle de 35 albums (Fauve d'or, Prix spécial du jury, Prix de la série, Prix révélation)
- la sélection patrimoine de dix albums (Prix du patrimoine)
- la sélection jeunesse de douze albums (Prix Jeunesse)
- la sélection polar de cinq albums (nouveauté de l'édition 2013, Prix Polar).

##### Sélection officielle
L'ensemble de la sélection officielle compte 62 albums.
- L'Arabe du futur, de Riad Sattouf, Allary
- Autel California : Face A- Treat me nice, de Nine Antico, L'Association
- Barthélémy : l’enfant sans âge, de Simon Roussin, Cornélius
- Beta… Civilisations, de Jens Harder, Actes Sud BD - L'An 2
- Blast, t. 4 : Pourvu que les bouddhistes se trompent, de Manu Larcenet, Dargaud
- Building Stories, de Chris Ware, Delcourt
- Toxic, t. 3 : Calavera, de Charles Burns, Cornélius
- Cet été-là, de Mariko Tamaki et Jillian Tamaki, Rue de Sèvres
- Le Chef de Nobunaga, t. 4, de Takuro Kajikawa et Mitsuru Nishimura, Komikku
- L'Enfer en bouteille, de Suehiro Maruo, Casterman
- Hommes à la mer, de Riff Reb's, Soleil
- Julio, de Gilbert Hernandez, Atrabile
- K.O à Tel-Aviv, t. 2, de Asaf Hanuka, Steinkis
- Lastman, t. 6, de Balak, Michaël Sanlaville et Bastien Vivès, Casterman
- Little Tulip, de François Boucq et Jerome Charyn, Le Lombard
- Love in vain, de Mezzo et Jean-Michel Dupont, Glénat
- Lune l’envers, de Blutch, Dargaud
- Magasin général, t. 9 : Notre-Dame-des-Lacs, de Régis Loisel, Jean-Louis Tripp, Casterman
- Max Winson, t. 1 : La Tyrannie, de Jérémie Moreau, Delcourt
- Mes cent démons !, de Lynda Barry, Çà et là
- Moderne Olympia, de Catherine Meurisse, Futuropolis - Musée d'Orsay
- Un océan d'amour, de Grégory Panaccione et Wilfrid Lupano, Delcourt
- L'Or et le Sang, t. 4 : Khalil, de Merwan, Fabien Bedouel, Maurin Defrance et Fabien Nury, Glénat
- Panthère, de Brecht Evens, Actes Sud BD
- Que la bête fleurisse, de Donatien Mary, Cornélius
- Saga, t. 3, de Fiona Staples et Brian K. Vaughan, Urban Comics
- Sukkwan Island, de Ugo Bienvenu, Denoël Graphic
- Sunny, t. 1, de Taiyō Matsumoto, Kana
- Ulysse, les chants du retour, de Jean Harambat, Actes Sud BD
- Vermines, t. 1 : Le Retour de Pénélope, de Guillaume Guerse et Marc Pichelin, Les Requins Marteaux
- Les Vieux Fourneaux, t. 1 : Ceux qui restent, de Paul Cauuet et Wilfrid Lupano, Dargaud
- Voir des baleines, de Javier de Isusi, Rackham
- Vous êtes tous jaloux de mon jetpack, de Tom Gauld, Éditions 2024
- Yékini, le roi des arènes, de Lisa Lugrin et Clément Xavier, Éditions FLBLB

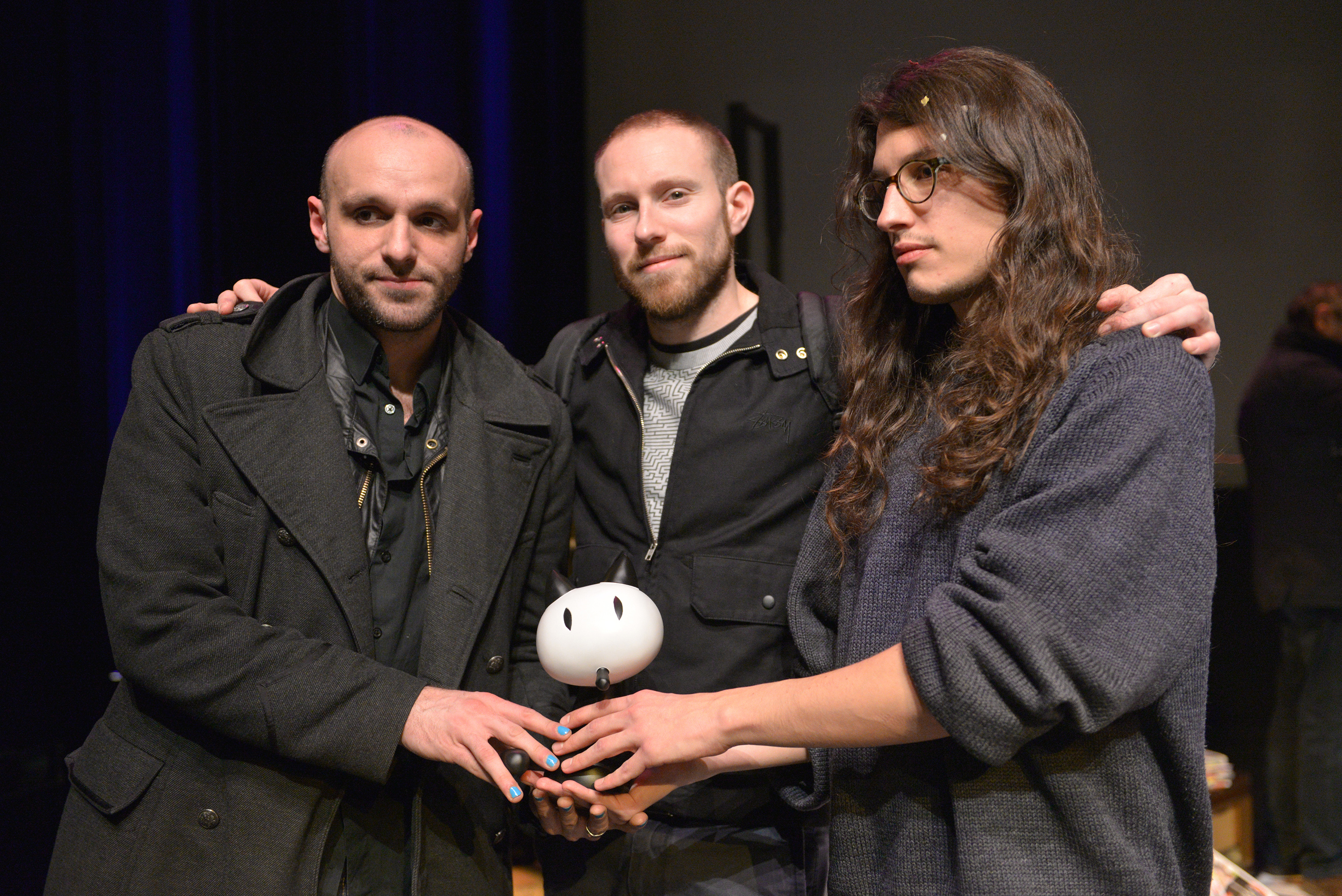
Balak, Michaël Sanlaville et Bastien Vivès, Lastman
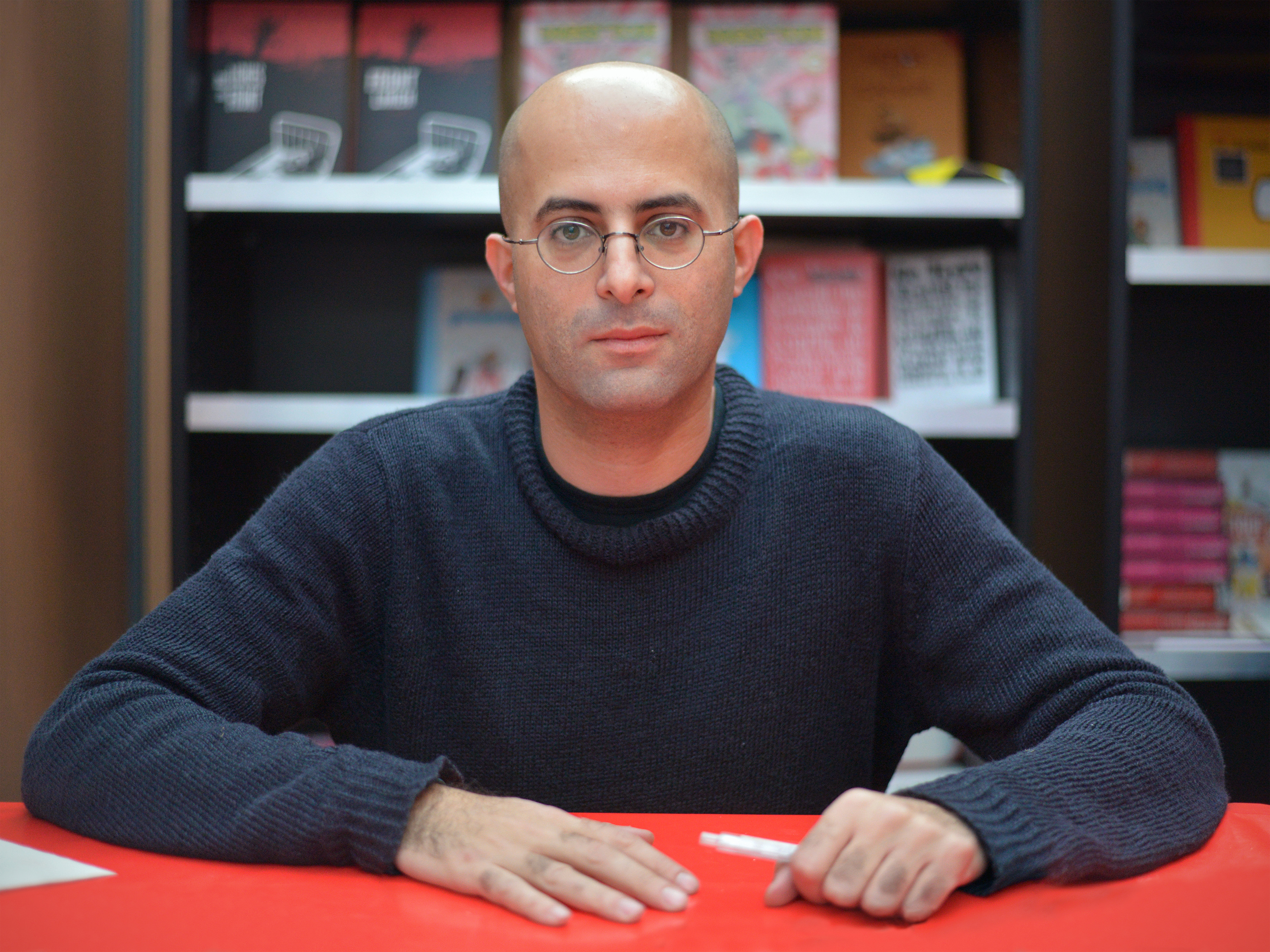
Asaf Hanuka, K.O à Tel-Aviv
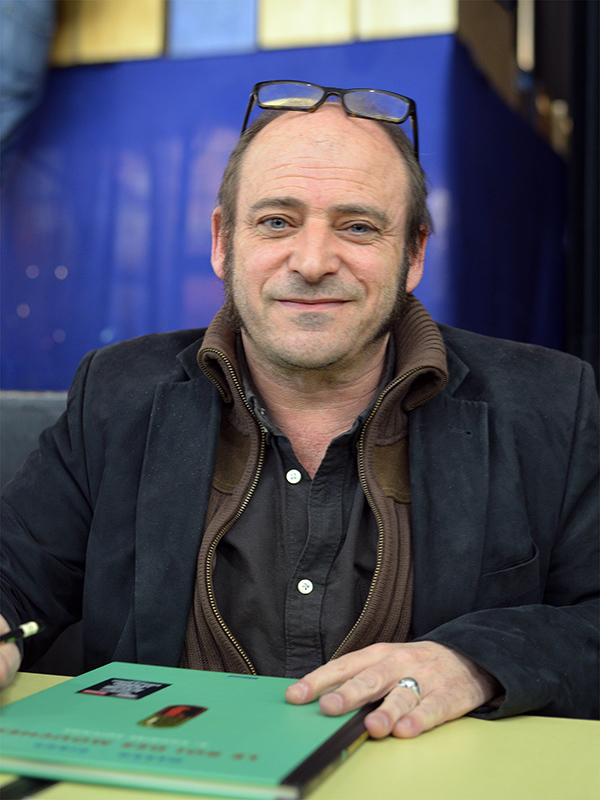
Mezzo, Love in vain
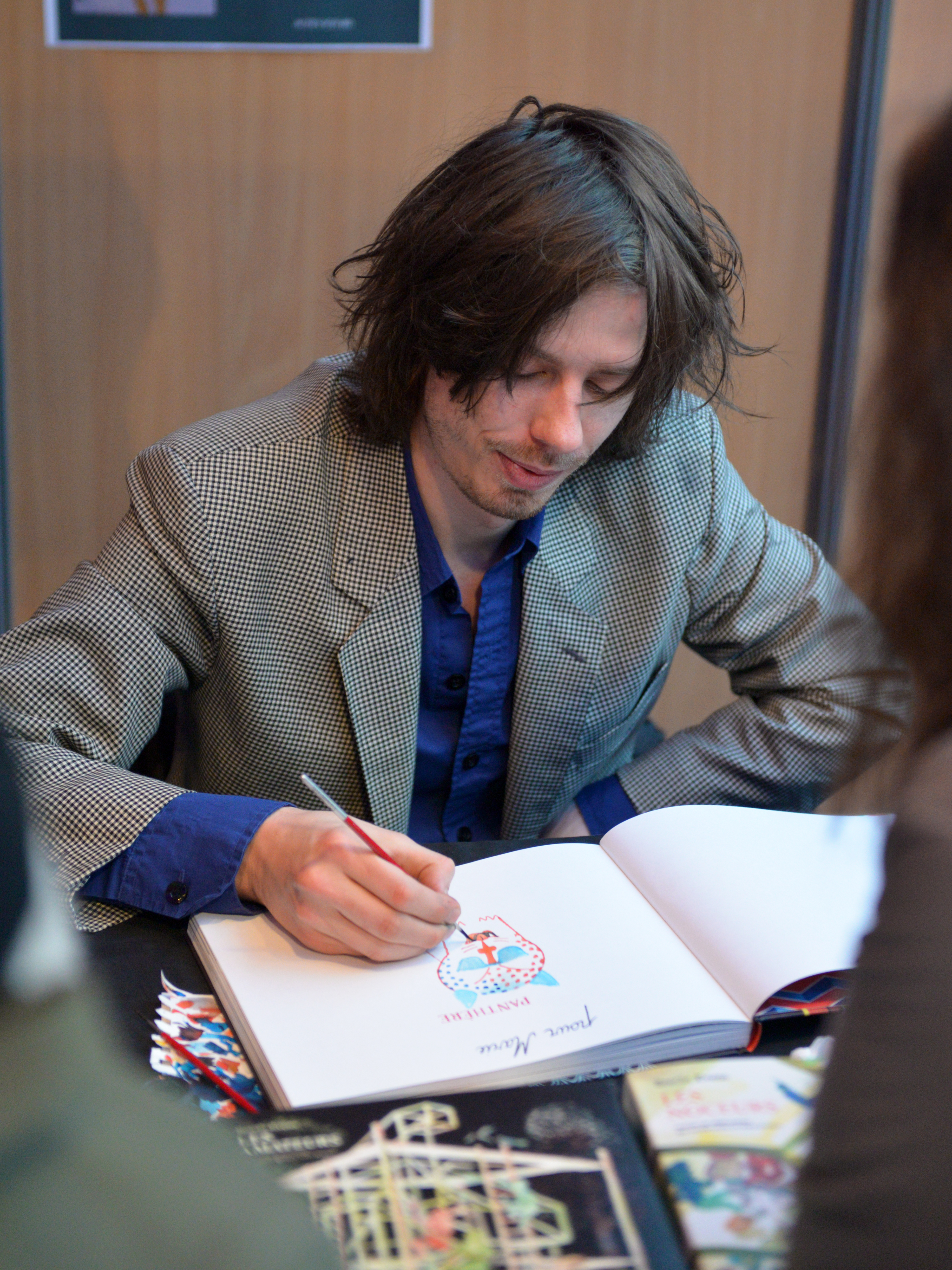
Brecht Evens, Panthère
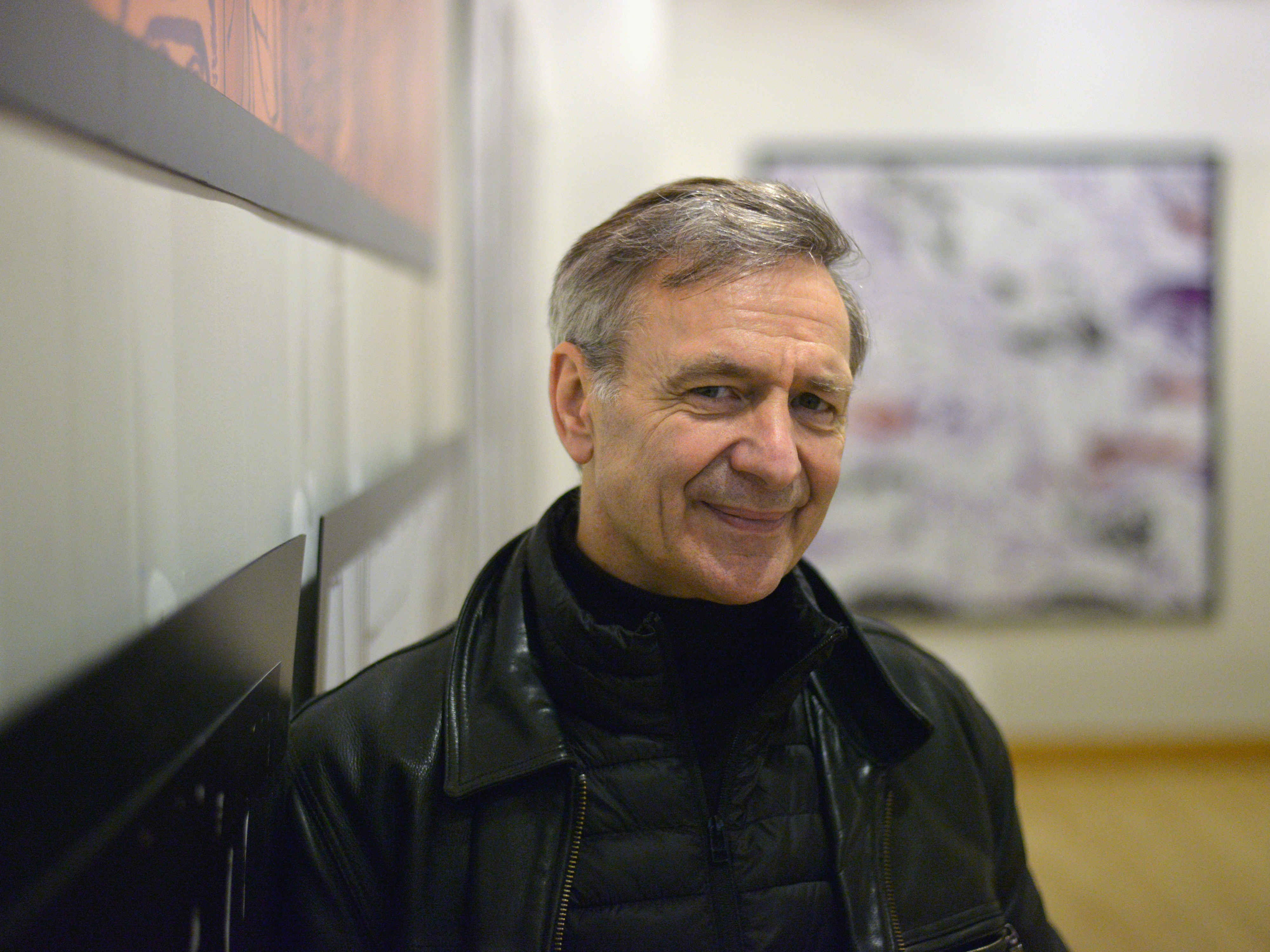
François Boucq, Little Tulip
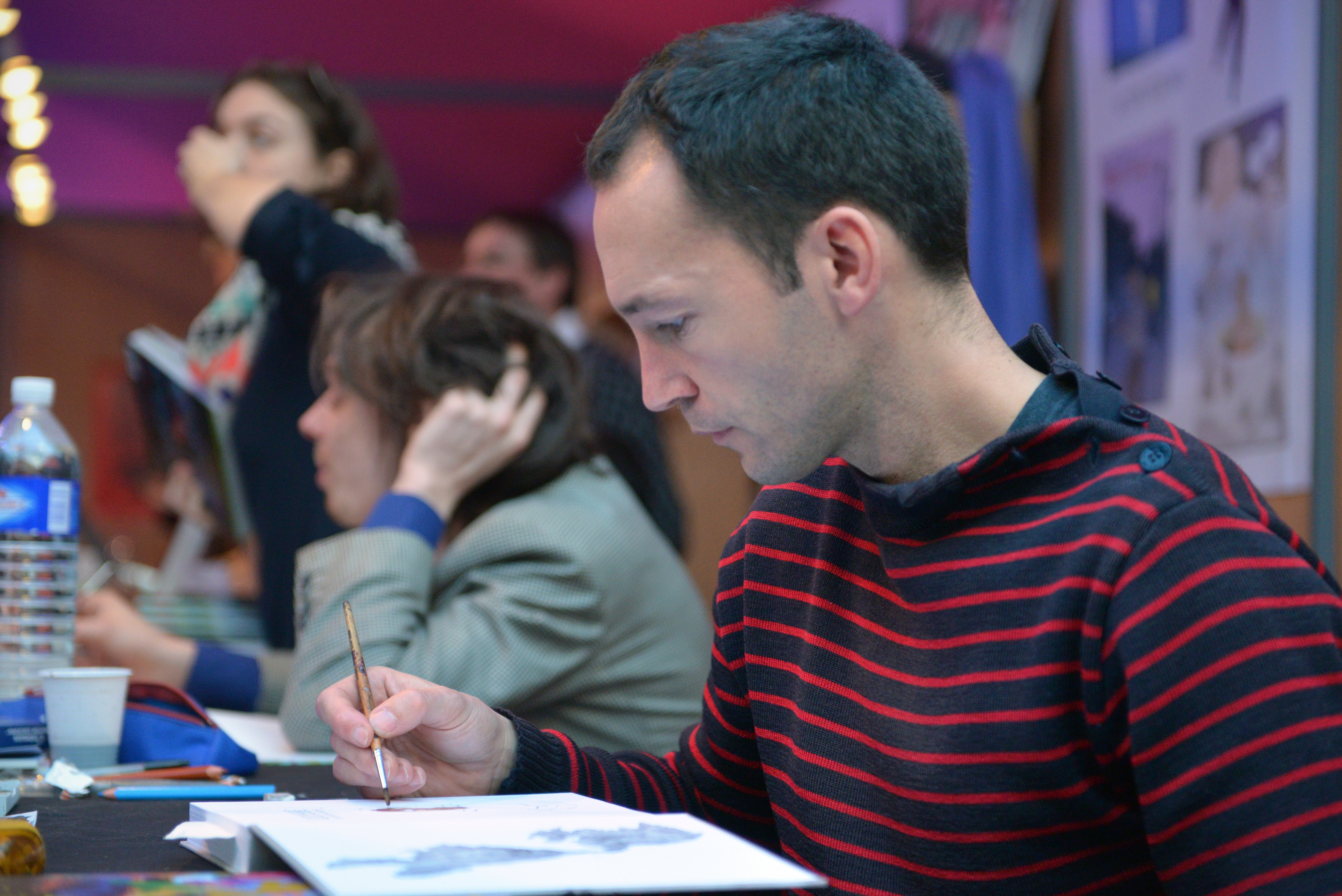
Jean Harambat, Ulysse, les chants du retour

##### Sélection Patrimoine
- Pogo, t. 1, de Walt Kelly, Akileos
- Histoire de la Sainte-Russie, de Gustave Doré, Éditions 2024
- Daredevil par Frank Miller, t. 1, Frank Miller, Klaus Janson, Panini
- La Malédiction de Rascar Capac, t. 1, de Hergé et Philippe Goddin, Casterman
- Sandman, t. 4, de Neil Gaiman et collectif, Urban Comics
- San Mao, le petit vagabond, de Zhang Leping, Fei, lauréat du prix
- Capitaine Albator Intégrale, de Leiji Matsumoto, Kana
- Sex & Fury,  de Bonten Tarô, Le Lézard noir
- Green Lantern & Green Arrow, de Neal Adams et Dennis O'Neil, Urban Comics
- Gilles la jungle, de Claude Cloutier, La Pastèque

##### Sélection Jeunesse
- Au pays des lignes, de Victor Hussenot, La Joie de lire
- Boule à zéro, t. 3 : Docteur Zita, de Ernst et Zidrou, Bamboo
- Légendes de la garde, t. 3  La hache noire, de David Petersen, Gallimard
- Passe-passe, de Dawid et Delphine Cuveele, La Gouttière
- Quatre sœurs, t. 2 : Hortense, de Cati Baur et Malika Ferdjoukh, Rue de Sèvres
- Les Royaumes du Nord, t. 1, de Clément Oubrerie et Stéphane Melchior, Gallimard
- Caterina, t. 1 : Le gang des chevelus, de Alessandro Tota, Dargaud
- Emile et Margot, t. 4 : Merci les montres !, de Olivier Deloy, Anne Didier et Olivier Muller, BD Kids – Bayard
- Hilda et le chien noir, de Luke Pearson, Casterman
- Karton, t. 1 : Taméus Trognebarde, de Uwe Heidschötter et Patrick Wirbeleit, BD Kids – Bayard
- Seven Deadly Sins, t. 5, de Nakaba Suzuki, Pika
- Le temps des Mitaines, de Anne Montel et Loïc Clément, Didier Jeunesse

##### Sélection polar

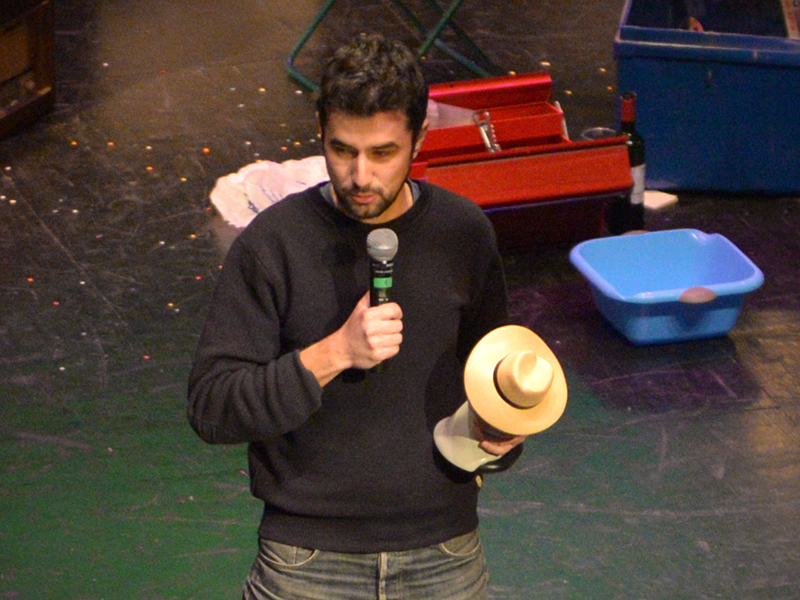
Florent Chavouet avec le prix.

- Fatale, de Max Cabanes et Doug Headline, Dupuis
- Gotham Central, de Michael Lark, Ed Brubaker et Greg Rucka, Urban Comics
- Moi, assassin, de Keko et Antonio Altarriba, Denoël Graphic
- Petites coupures à Shioguni, de Florent Chavouet, Philippe Picquier
- Wet Moon, de Atsushi Kaneko, Casterman

## Déroulement du festival

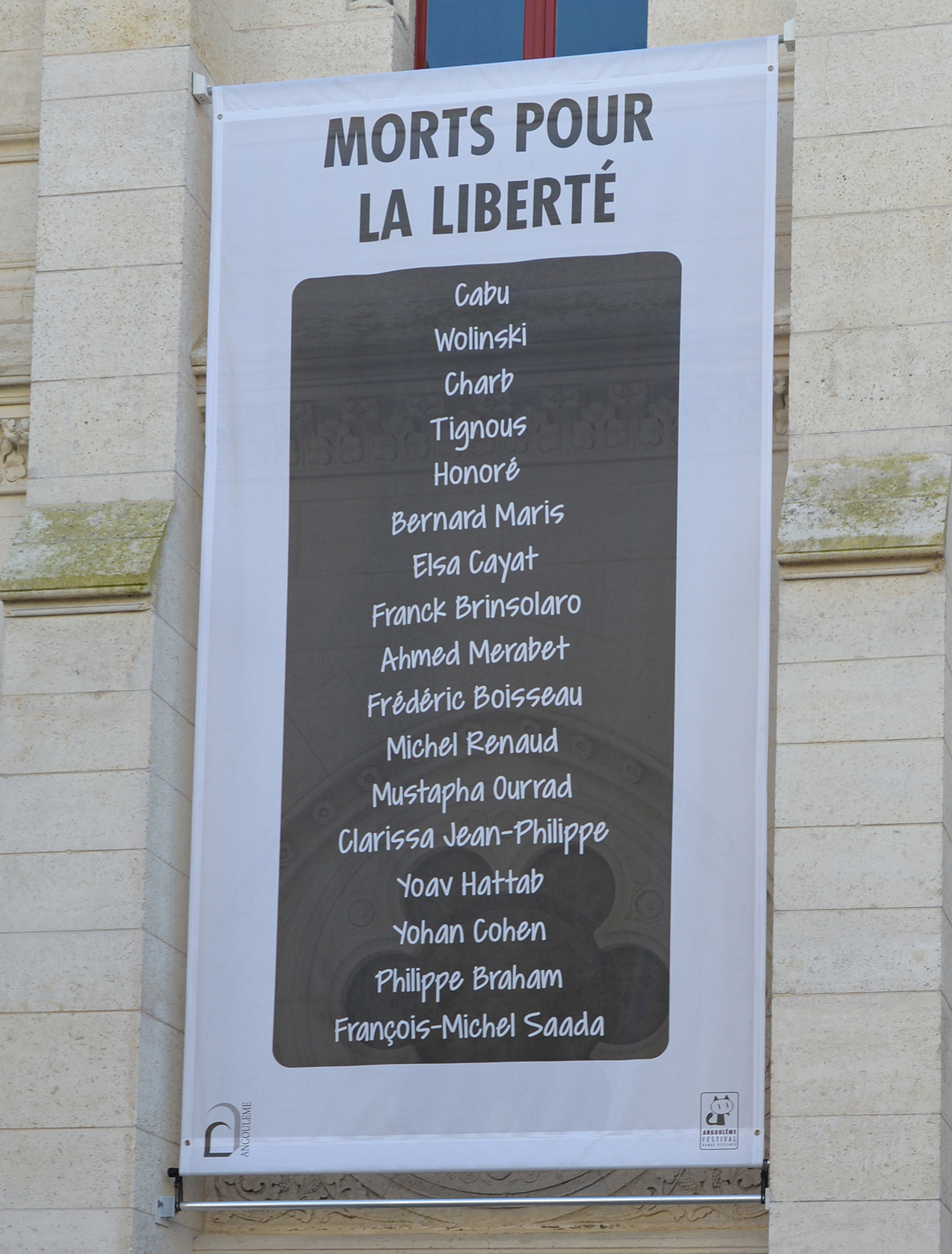
Les noms des victimes des Attentats de janvier 2015 en France.

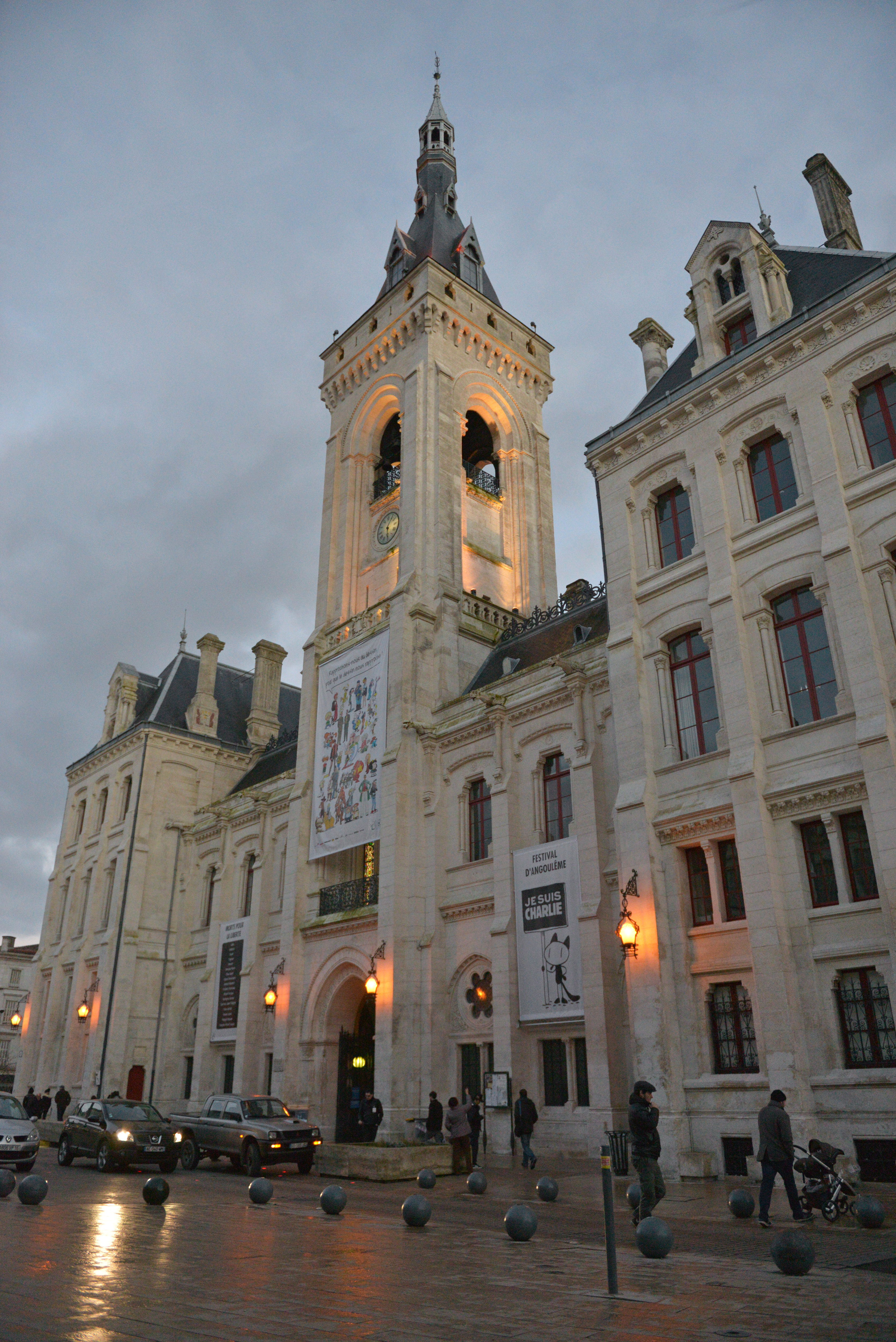
L'Hôtel de ville d'Angoulême avec les trois banderoles, dont deux en hommage aux victimes des attentats, le dernier jour du festival.

Inauguré trois semaines après les attentats des 7 et 9 janvier à Paris, alors que le niveau du plan Vigipirate était à son plus haut niveau et qu'une exposition consacrée au journal Charlie Hebdo s'y tenait, le festival d'Angoulême a été marqué par une forte présence des agents de sécurité, qui ont systématiquement inspecté les visiteurs à l'entrée de chaque pavillon du festival, avec des détecteurs de métaux.
Un grand prix spécial a été remis au journal Charlie Hebdo. C'est l'auteur Jean-Christophe Menu qui est venu le chercher, se faisant remarquer par son discours : « L'esprit Charlie, ce n'est pas de transformer en héros nationaux des satiristes qui chiaient sur le pouvoir, de faire sonner Notre Dame pour des anticléricaux [...] c'est de dire que le maire d'Angoulême est un con quand il pose des grillages sur des bancs. Voilà, je transmets ».

### Événements

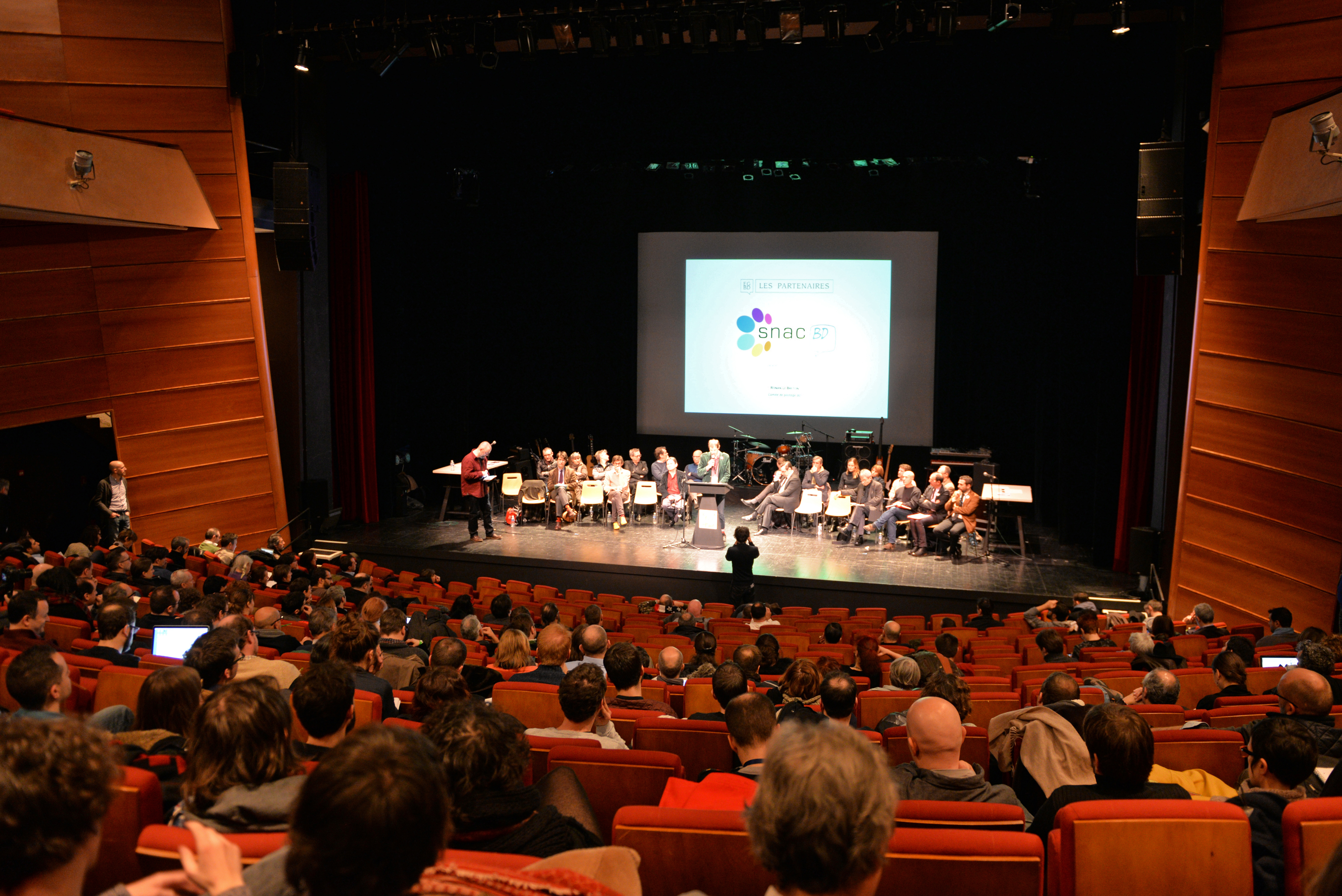
Session d'ouverture des États généraux de la bande dessinée au théâtre d'Angoulême le 30 janvier 2015.

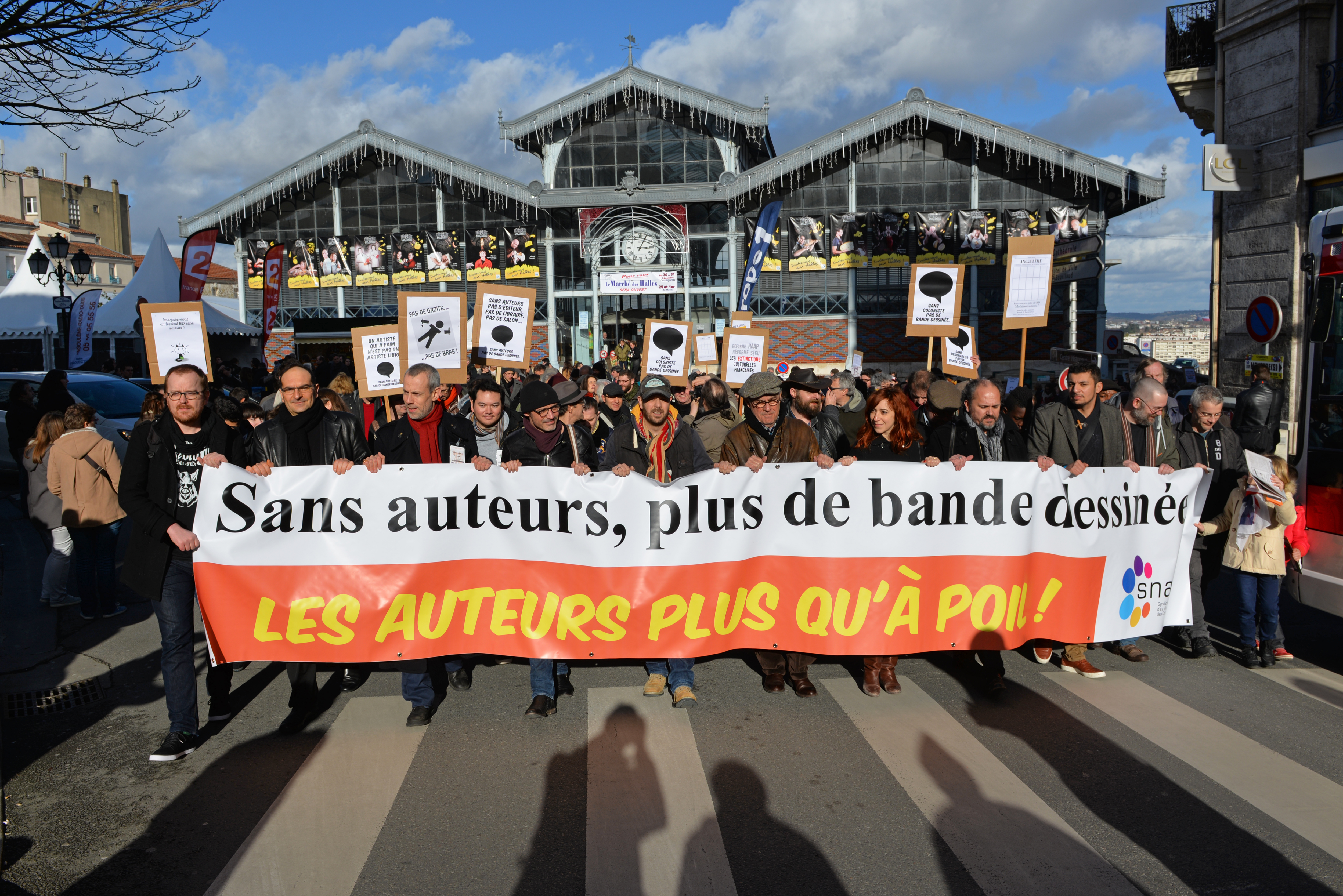
La Marche des auteurs près des halles d'Angoulême.

Le 30 janvier, le théâtre d'Angoulême a accueilli la session d'ouverture des états généraux de la bande dessinée portant sur le métier d'auteur professionnel de bande dessinée et sa rémunération, de nombreux auteurs étant dans une situation financière précaire. 
Réunissant de nombreux syndicats et organismes, cette session avait pour but de présenter le projet complet des états généraux avec l'exposé des partenaires présents. À tour de rôle, des représentants des syndicats et organismes suivants ont pris la parole : Syndicat national de l'édition, SEA, Syndicat de la librairie française, SNAC, ADABD, SGDL, CPE, ADAGP, SAIF, SCAM, SOFIA, RAAP, FIBD, CIBDI, Bibliothèque nationale de France, Centre national du livre et Ministère de la Culture. 
Il y eut également l'annonce de la mise en place d'un conseil scientifique chapeautant le lancement d'une dizaine de sujets d'études en complément des cahiers de doléance ouverts aux auteurs, éditeurs et autres parties prenantes.
Le 31 janvier, une « marche des auteurs et de soutien à la création » réunit environ cinq cents auteurs, dessinateurs, scénaristes et coloristes à l'initiative du SNAC. La principale banderole du cortège, tenue par des auteurs célèbres, arborait le slogan : « Sans auteurs, plus de bande dessinée - Les auteurs plus qu'à poil ! ». Parmi les nombreux auteurs mobilisés se trouvaient notamment Lewis Trondheim, André Juillard, Pénélope Bagieu, Boulet, Christophe Arleston, Étienne Davodeau, David B., Marion Montaigne, Fabrice Neaud, Denis Bajram, Emmanuel Lepage, Fabien Vehlmann, Nicolas Tabary, David Vandermeulen. 
Arrivé devant l'Hôtel de ville, le cortège se réunit pour écouter le discours énoncé au micro par le scénariste Fabien Vehlmann. Celui-ci a d'abord évoqué les victimes de Charlie Hebdo avant d'exprimer les inquiétudes des auteurs de bande dessinée face à la nouvelle cotisation obligatoire mise en place par le RAAP.

### Expositions
Espace Franquin
- Calvin et Hobbes, exposition sur les héros de Bill Watterson créée en 2014 par la Billy Ireland Cartoon Library & Museum de l'Université d'État de l'Ohio
- Fabien Nury, maestro du scénario

Musée de la bande dessinée d’Angoulême
- Jirō Taniguchi, l’homme qui rêve
- Une histoire de Charlie, exposition sur Charlie Hebdo
- Le secret du Ruban-monde, animation en 3D conçue par Thierry Smolderen et Alexandre Clérisse
- Anna et Froga, première exposition sur cette série jeunesse créée en 2004 par Anouk Ricard
- Jim Curious, plongée dans la 3D, Matthias Picard
- Le Monde magique de Moomins

Autres lieux
- The Kinky & Cosy Experience, personnages créés par Nix, Musée d'Angoulême
- Les Carnets de Cerise, série jeunesse de Joris Chamblain et Aurélie Neyret
- Jack Kirby, maître des super-héros
- Le Démon du blues, exposition de planches originales de Mezzo, Frantz Duchazeau, Steve Cuzor et Robert Crumb au Théâtre d'Angoulême
- Alex Barbier, peintures et planches originales exposées dans l'Hôtel Saint-Simon
- 15 ans de l’employé du Moi
- Lignes - Guillaume Chauchat s'expose
- Pavillon Chine, invité d'honneur : Guangzhou (Canton)
- Little Asia

### Rencontres
- Les Rencontres Internationales
- Les Rencontres dessinées
- Films, avant-premières
- Rencontres de la Sélection officielle avec Cultura
- Rencontres de la Sélection Polar avec SNCF
- Les 24 heures de la bande dessinée
- Masterclasses

### Spectacles

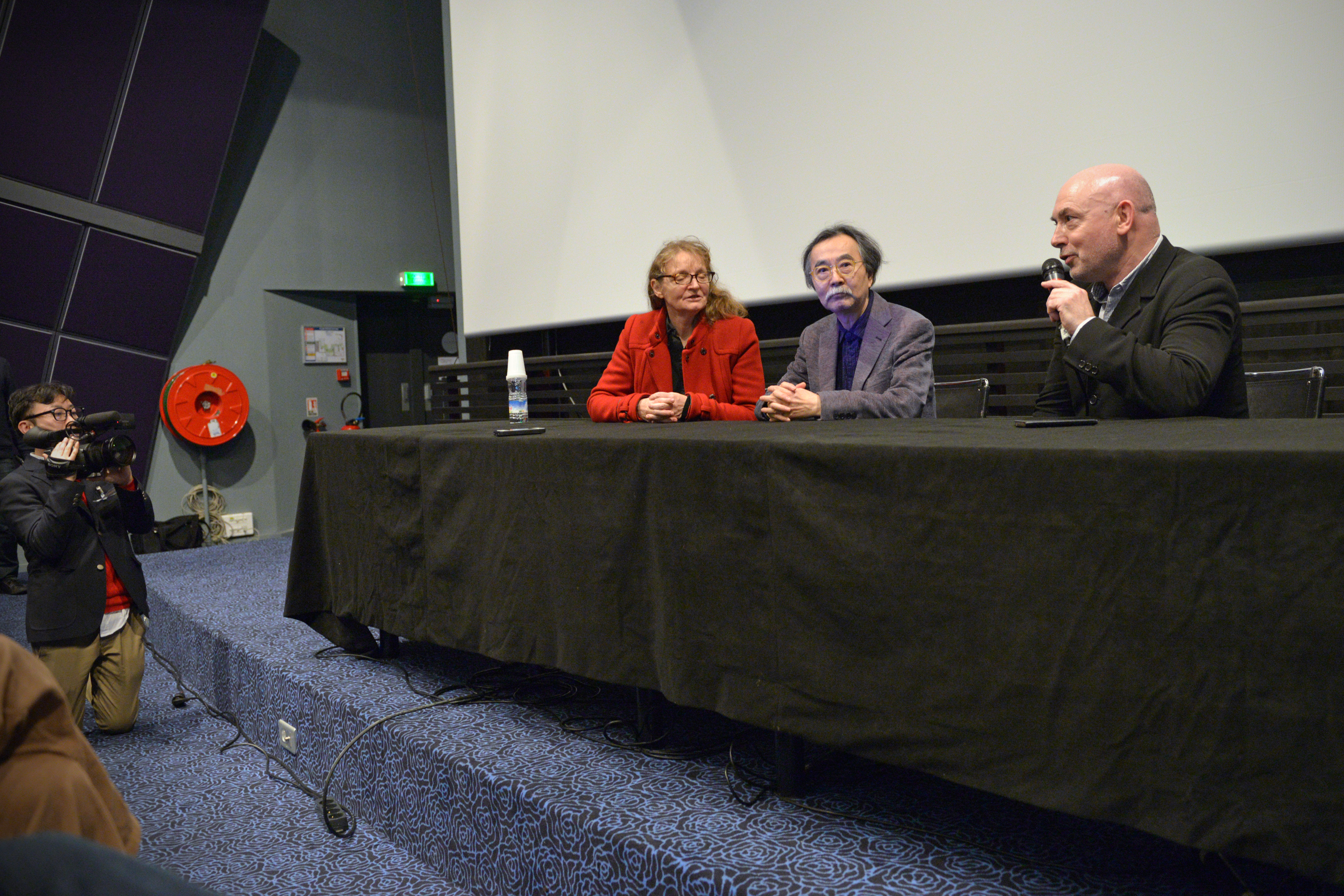
Jirō Taniguchi avant la projection de Quartier lointain.

- Concerts de dessins : Le chapeau d'Areski, un récit de Jean-Louis Tripp et Alfred sur une musique d'Areski Belkacem au Théâtre d'Angoulême
- Le conte dessiné
- Concert Mississippi Blues illustré par Mezzo
- Match d’improvisation, avec Boulet et Marion Montaigne
- De la bande dessinée au cinéma :
  - L'An 01, réalisé par Jacques Doillon, Gébé, Alain Resnais et Jean Rouch (1973) ;
  - Quartier lointain (2010) de Sam Garbarski d'après le manga de Jirō Taniguchi ;
  - Spirale de Higuchinsky (2010) ;
  - Tomie Unlimited de Noboru Iguchi (2011) ;
  - Bulles d'exil, documentaire de Vincent Marie et Antoine Chosson ;
  - Gemma Bovery de Anne Fontaine d'après le roman graphique de Posy Simmonds, (2014) ;
  - Un peu de bois et d'acier d'Antonin Le Guay (2014) ;
  - L’Enquête de Vincent Garenq, avant-première du film (sortie nationale le 11 février 2015).

### ExpositionsOff
- 40 ans de Fluide glacial, impasse Schlingo

### Fréquentation
Selon ActuaBD, la fréquentation est à la baisse par rapport à l'édition précédente, une conséquence pour partie des attentats de Charlie hebdo. Néanmoins la plupart des exposants déclarait un chiffre d’affaires supérieur à l'année précédente. Le nombre de visiteurs évoluait autour de 200 000 pour l'ensemble du festival.